# Burg Eisemroth
Die Burg Eisemroth ist eine abgegangene Höhenburg bei Eisemroth, einem Ortsteil der Gemeinde Siegbach im Lahn-Dill-Kreis in Hessen.

## Geschichte
Um 1307 bis 1308 ließ Landgraf Heinrich I. von Hessen im Zuge der Dernbacher Fehde bei Eisemroth eine Burg gegen die Grafen von Nassau errichten. Lehnshalter und Burgmannen waren die Herren von Bicken und die Herren von Dernbach. Schon 1327/28 wurde die Burg von den Nassauern, die gegen den Landgrafen und den örtlichen Adel um die Landeshoheit kämpften, wieder zerstört. Von der Burganlage, die sich auf einem Hügel östlich des alten Dorfkerns befunden haben soll, ist nichts erhalten. Es wird vermutet, dass die Burg da stand, wo heute die Kirche steht.